# Sportler des Jahres 1953 (Deutschland)
Die besten deutschen Sportler des Jahres 1953 wurden am 12. Dezember im Stuttgarter Schloßgarten-Restaurant durch Kurt Dobbratz ausgezeichnet. Veranstaltet wurde die Wahl zum 7. Mal von der Internationalen Sport-Korrespondenz (ISK). Insgesamt gaben 311 Sportreporter und -redakteure aus der Bundesrepublik, Berlin, der DDR, dem Saarland und aus dem Ausland ihre Stimmen ab, was ein neuer Höchststand der Stimmenzahl darstellte. Eine getrennte Wertung von Sportlerinnen und Sportlern gab es nicht, die beste Frau in der Wertung wurde „Sportlerin des Jahres“. Unter den Nominierten befand sich auch Fußball-Bundestrainer Sepp Herberger, der drei Stimmen erhielt.

## Rangliste
|     | Sportler/Sportlerin   | Sportart       | Punkte | Erfolge 1953 |
| --- | --------------------- | -------------- | ------ | --- |
| 1.  | Werner Haas           | Motorsport     | 3446   | Doppel-Motorrad-Weltmeister und zweifacher Deutscher Meister                                                                               |
| 2.  | Josef Posipal         | Fußball        | 2350   | Norddeutscher Meister und Teilnehmer an der Endrunde der Deutschen Meisterschaft mit dem Hamburger SV                                      |
| 3.  | Heinz Fütterer        | Leichtathletik | 2110   | Deutscher Meister im 100-Meter-Lauf und 200-Meter-Lauf und Vizemeister mit der 4-mal-100-Meter-Staffel des Karlsruher SC                   |
| 4.  | Fritz Thiedemann      | Reitsport      | 1654   | Vizeweltmeister im Dressurreiten |
| 5.  | Karl-Friedrich Haas   | Leichtathletik | 1272   | Deutscher Meister im 400-Meter-Lauf und Vizemeister im 200-Meter-Lauf                                                                      |
| 6.  | Fritz Walter          | Fußball        | 1101   | Kapitän der Fußballnationalmannschaft und Deutscher Meister mit dem 1. FC Kaiserslautern                                                   |
| 7.  | Christa Seliger (DDR) | Leichtathletik | 0941   | DDR-Meisterin im 100-Meter-Lauf und 200-Meter-Lauf                                                                                         |
| 8.  | Gundi Busch           | Eiskunstlauf   | 0655   | Deutsche Meisterin im Eiskunstlauf, Silbermedaille bei den Eiskunstlauf-Weltmeisterschaften und bei den Eiskunstlauf-Europameisterschaften |
| 9.  | Heinz Ulzheimer       | Leichtathletik | 0652   | Deutscher Meister im 400-Meter-Hürdenlauf                                                                                                  |
| 10. | Max Morlock           | Fußball        | 0534   | Erfolgreichster Torschütze seit Kriegsende                                                                                                 |

Insgesamt wurden 106 Sportlerinnen und Sportler genannt.